# We All Stand Together
«We All Stand Together» es una canción compuesta por el músico británico Paul McCartney y acreditada a Paul McCartney & The Frog Chorus.

## Historia
«We All Stand Together» fue publicada en el corto de animación Rupert and the Frog Song y alcanzó el puesto 3 en la lista británica UK Singles Chart en 1984. Originalmente publicada en junio de 1983, McCartney reeditó el sencillo en Navidad de 1984. La canción incluye el respaldo de «The Frog Chorus», un coro integrado por el grupo coral King's Singers y el coro de la Catedral de San Pablo de Londres.
La canción volvió a entrar en la lista UK Singles Chart un año más tarde junto a otras dos canciones, «Do They Know It's Christmas?» de Band Aid, y «Last Christmas» de Wham!

## Publicación
«We All Stand Together» fue publicado dos veces: el 12 de noviembre de 1984 en formato vinilo con la portada impresa en el disco, y un año más tarde, en 1985, con la portada impresa en cartón. La canción aparece también en la versión británica del álbum recopilatorio de 1987 All the Best!.